# ピアノ協奏曲第1番 (チェレプニン)
ピアノ協奏曲第1番作品12は、アレクサンドル・チェレプニンにより、1918年から1919年にかけて作曲したピアノ協奏曲。演奏時間は約18分。

## 概要
作曲者は18歳の頃からサンクトペテルブルク音楽院に入学してピアノや作曲を学んでいたが、ロシア革命の勃発のために学業半ばでコーカサス地方のティフリスに逃れることとなった。ティフリスの音楽院に通いつつ、当地でピアニストとしてもキャリアを積むこととなったために、このピアノ協奏曲が作曲された。しかし、政情の悪化で作品の初演どころではなく、1921年には一家でパリに亡命を余儀なくされている。初演は1923年、作曲者自身のピアノ独奏と父ニコライの指揮により、モンテカルロで行われた。
作品について、すでに、セルゲイ・プロコフィエフに追随するモダニズム的なピアノ曲を作曲していたチェレプニンだが、この作品では後期ロマン主義の様式で作られている。作曲者はのちに「オクターヴ、和音、『情念』や輝かしさなどの従来のピアニズムの奥義をすべて含んでいる典型的な疾風怒濤の作品」と述べている。

## 楽器編成
独奏ピアノ、フルート2、オーボエ2、クラリネット2、ファゴット2、ホルン2、トランペット2、トロンボーン2、チューバ、ティンパニ、弦五部

## 構成
作曲者自身のプログラム・ノートによれば、「若さの強調表現という単純なアイデアの作品」であり、単一楽章ながらソナタ形式に則る。オーケストラの総奏によるイントロダクションの後に、ティンパニ連打でピアノ独奏に繋ぐ。主題提示を簡潔に済ませた後は、ピアノとオーケストラの対話に基づいたフガートによる展開部を置き、三楽章構成の緩徐楽章に相当するエピソードも挟む。３分ほどのカデンツァの後、再現部を経てオーケストラの総奏で曲を閉じる。

## ディスコグラフィ
- Piano concertos nos. 1 & 3, etc.. BIS Records. (2008). OCLC 227034894
- Piano concertos nos. 1, 4 & 5. Olympia. (1995). OCLC 35236951